# 3e Baltische Front
Het 3e Baltische Front (Russisch:3-й Прибалтийский фронт) was een legergroep (front) van het Rode Leger die tijdens de Tweede Wereldoorlog vocht in de Baltische staten .

## Slagorde
De bevelhebber was kolonel-generaal Ivan Maslennikov.
Het 3e Baltische Front werd op 21 april 1944 opgericht uit het 20e Leger en soldaten van de zuidelijke vleugel van het Leningradfront om door de Ostwall te breken bij Pskov en zo de Baltische Staten te bevrijden.
Samenstelling:
- 42e Leger: 5 divisies infanterie
- 54e Leger: 6 divisies infanterie, 1 divisie luchtafweer, 1 brigade sappeurs
- 67e Leger: 10 divisies infanterie, 1 divisie artillerie, 1 divisie luchtafweer, 1 brigade artillerie, 1 brigade tanks
- 14e Luchtleger: 1 divisie gevechtsvliegtuigen, 1 divisie luchtsteun, 1 gemengde luchtdivisie
- Hoofdkwartier: 6 divisies infanterie, 2 tankbrigades, 1 brigade sappeurs

## Pskov
Op 17 juli begon het 3e Baltische Front zijn offensief tegen het Duitse 18e Leger ten zuidoosten van het Meer van Pskov in de richting van Ostrov – Pskov.
Op 19 juli staken troepen van het 3e Baltische Front de Velikaja over en de Duitsers trokken terug naar Daugavpils.
Op 23 juli bevrijdde het front Pskov en rukte 130 km westwaarts op.
Op 10 augustus brak het front door de verdediging van Marienburg van het Duitse 28e Legerkorps bij het Peipusmeer.
Op 13 augustus trokken eenheden van het front Vyra binnen.

## Tartu
Op 21 augustus concentreerde het front zich op de treinstations van Karula en Sangaste voor een offensief tegen Tartu.
Op 24 augustus werd een tegenaanval van de Panzerverband Strachwitz te Tamse afgeslagen.
Op 25 augustus bezette het front Tartu.
Het front rukte 100 km op tegen de flank van de Armee-Abteilung Narwa.

## Riga
Op 15 september viel het front Riga aan.
Het front trok van Tartu langs de spoorlijn Pskov-Riga op en dreef het verdedigende Duitse 18e Leger terug naar Valga.
Op 23 september bezette het front Valmiera en de treinstations Kärstna, Mäeküla, Suresilma, Chumpi, Rentseny, Jauniertseny, Piksari en Saule.
Het 18e Leger trok zich terug naar Sigulda op 70 km van Riga.
In de nacht van 5 op 6 oktober zette het front een offensief tegen Riga in en bereikte op 10 oktober de buitenste verdediging van Riga.
Op 12 oktober begon de Slag om Riga.
Op 13 oktober was de rechteroever bezet.
Op 15 oktober was ook de linkeroever bevrijd en vluchtte het 18e Leger naar het zuidwesten.
Op 16 oktober ontbond het Stavka het 3e Baltische Front: de doelen waren bereikt.
Van de 345.500 soldaten van het 3e Baltische Front raakten in 179 dagen 43.155 dood of vermist en 153.876 gewond, ziek of bevroren.